# E (matematična konstanta)
Matematična konstanta e (včasih imenovana Eulerjevo število po švicarskem matematiku, fiziku in astronomu Leonhardu Eulerju, ali tudi Napierova konstanta v čast škotskemu matematiku in teologu Johnu Napieru, ki je odkril logaritme), je osnova naravnih logaritmov. Njena desetiška vrednost je (OEIS A001113):
{\displaystyle e=2,7182818284590452353602874\dots \!\,.}
Predstavlja največji prirastek v eni časovni enoti, ko gre za 100 % kontinuirano rastjo.
Poleg števila π in imaginarne enote i, je e ena najpomembnejših matematičnih konstant. Definirana je na različne načine, glej spodaj.
Opomba: poimenovanje števila e kot Eulerjevo število se ne sme zamenjevati s pojmom Eulerjevih števil kot členov zaporedja.

## Definicije
1. Z limito:
{\displaystyle e=\lim _{n\to \infty }\left(1+{\frac {1}{n}}\right)^{n}\!\,.}
2. Kot neskončna vsota obratnih vrednosti fakultet pozitivnih celih števil:
{\displaystyle e=\sum _{n=0}^{\infty }{\frac {1}{n!}}={\frac {1}{0!}}+{\frac {1}{1!}}+{\frac {1}{2!}}+{\frac {1}{3!}}+{\frac {1}{4!}}+{\frac {1}{5!}}+\cdots \!\,}
3. e je število x > 0, določeno z integralom:
{\displaystyle \int _{1}^{x}{\frac {\mathrm {d} t}{t}}=1\!\,.}

## Značilnosti
Število e je iracionalno število in celo transcendentno število. Iracionalnost števila e je dokazal leta 1761 Johann Heinrich Lambert, opirajoč se na Eulerjevo delo. Da število e in njegov kvadrat e2 nista korena nobene kvadratne enačbe z racionalnimi koeficienti, je dokazal leta 1844 Joseph Liouville, leta 1873 pa je Charles Hermite dokazal da je število e transcendetno. To je bil prvi dokaz transcendentnosti kakšnega števila, ne da bi ga bilo potrebno posebej konstruirati, kot na primer Liouvillovo število.
Domnevajo, da je število e normalno število.
Neskončni verižni ulomek števila e vsebuje zanimiv vzorec, ki se ga zapiše kot:
{\displaystyle e=[1;0,1,1,2,1,1,4,1,1,6,1,1,8,1,1,10,\ldots ]\!\,.}

## Intuitivno razumevanje
Zakaj je e ravno 2,71...
Če želimo razumeti konstanto e, moramo najprej razumeti eksponentno rast. Preprost zgled eksponentne rasti je razmnoževanje bakterij. Vemo, da se bakterije razmnožujejo tako, da se delijo in iz ene nastaneta dve. Tako rast opisuje enačba 2x. X označuje, kolikokrat je prišlo do delitve. Če smo npr. imeli na začetku eno bakterijo in je prišlo do 3-kratne zaporedne delitve, bomo na koncu dobili 8 bakterij (Slika 1). Formula 2x predpostavlja, da do rasti pride v zadnjem možnem trenutku. Bakterije čakajo in čakajo potem pa v enem samem trenutku iz ene nastaneta dve. Vemo, da to ni tako in da se bakterije delijo postopoma. V tem primeru to dejstvo vseeno nič ne spremeni enačbe 2x, saj mora bakterija dokončno zrasti, da se lahko zopet začne deliti (Slika 2).
Drugače pa je npr. pri denarju. Če imamo na začetku 1 evro, nam ni treba čakati, da z obrestmi zaslužimo nov evro, ampak lahko že posamezen cent začne služiti svoje obresti. Predpostavimo, da je letna obrestna mera 100 %. Če vložimo 1 €, bomo ob koncu leta zaslužili dodaten evro (saj gre za 100 % rast) in tako imeli 2 evra. Kaj pa če obresti izplačamo dvakrat letno, na vsakih 6 mesecev? Letna obrestna mera je še vedno 100 %, torej vsakih 6 mesecev zaslužimo 50% obresti. Rast opisuje enačba
{\displaystyle \mathrm {rast} =\left(1+{\frac {100\%}{2}}\right)^{2}\!\,.}
V drugem polletju je zasluženih 50 centov obresti začelo služiti še svoje dodatne obresti; še dodatnih 25 centov. Končni letni izkupiček je v tem primeru – 2,25 evra (Slika 1). Kaj pa če leto razdelimo na več intervalov in obresti izplačamo 3 krat letno? Rast bo opisala enačba:
{\displaystyle \mathrm {rast} =\left(1+{\frac {100\%}{3}}\right)^{3}\!\,.}
V posamezni tretjini leta bodo izplačane obresti v višini 33,3 %. Situacija je podobna kot prej – zaslužene obresti bodo začele služiti svoje obresti, končni letni izkupiček pa bo 2,37 evra (Slika 2).
Kaj pa če leto razdelimo na še manjše intervale? Se bodo naši letni izkupički povečevali v neskončnost?
Če v formulo vstavimo vedno večje n-je, ki označujejo število intervalov, dobimo e00, kot ga definiramo z limito:
{\displaystyle e=\lim _{n\to \infty }\left(1+{\frac {1}{n}}\right)^{n}\!\,.}
e je vrednost limite, če se n približuje neskončnosti. To, da se n približuje neskončnosti, pomeni, da smo neko časovno obdobje (v našem zgledu leto) razdelili na neskončno veliko število intervalov in tako dosegli t. i. kontinuirano ras, rast, ki se dogaja neprestano, v vsakem trenutku. e torej predstavlja maksimum, ki ga dobimo, ko gre za kontinuirano 100 % rast.

## Zgodovina
Odkritje števila e, najverjetneje rezultat eksperimentalnega opazovanja, je splašilo matematike zgodnjega 17. stoletja , ki jim je bila limita še neznan koncept. Kljub temu najdemo začetke števila e in eksponentne funkcije ex v vsakdanjih težavah, npr. Kako količina denarja narašča s časom. Zaračunavanje dodatnega plačila za izposojen denar sega globoko v zgodovino. Veliko zgodnje matematične literature se ukvarja z vprašanjem povezanim z obrestmi. Tak primer je glinena plošča iz Mezopotamije, za katero predvidevajo, da je nastala v 18. stoletju pr. n. št. Če namesto o denarju govorimo o žitu ali živini, lahko koncept obrestnih obresti vpeljemo v kakršnokoli dejavnost npr. kmetovanje, živinorejo ali trgovino. Ljudstva so se torej ukvarjala z različnimi opcijami rasti veliko prej kakor s pisanjem. Na nek način so že Babilonci uporabljali logaritemske tabele. Na ohranjenih glinenih tablicah najdemo prve zapise sledečih si popolnih kvadratov (1/36, 1/16, ...), ki so jih najverjetneje uporabljali za operiranje z obrestnimi obrestmi. Enačba za obrestne obresti je dokaj zapletena in dolga. Kljub temu obstaja enostavnejša pot do števila, kar potrjuje starodavna metoda enotskih ulomkov (1/x). Stari Egipčani so uporabljali to metodo pri vseh vrstah deljenja. To potrjuje tudi eno od najstarejših sumerskih besedil iz časov 2000 pr. n. št., kjer so razvidne tabele množitve in inverzije (1/x). Takšni enotski ulomki lahko sestavljajo število e z naslednjo formulo:
{\displaystyle e=2+{\frac {1}{2!}}+{\frac {1}{3!}}+{\frac {1}{4!}}+\ldots \!\,,}
kjer ! pomeni fakulteta števila.

### Zgodovina številaev 17. stoletju
Značilnosti števila e so kmalu navdušile matematike 17. stoletja.
John Napier je pri primerjavi aritmetičnega in geometričnega zaporedja prišel na misel, da bi izdelal tabelo naravnega logaritma različnih števil, saj bi si s tem poenostavil računanje. Tako je leta 1614 objavil knjigo Opis čudovitega kanona logaritmov, s katero je oznanil odkritje logaritmov. V knjigi se je našla tabela logaritmov, za katero je porabil 20 let svojega življenja. Osnova logaritmov je bila Napierova konstanta ki jo danes poznamo pod imenom število e.
Ljudje so kmalu spoznali, da ima objavljena tabela logaritemske funkcije neko univerzalno številsko osnovo. In to število je bilo število e.  Večkrat, ko so uporabili to magično vrednost pri računanju, večkrat so se s to vrednostjo naključno srečevali. Vendar vrednost e za čas Napiera ni prišlo v matematično literaturo.
Jacob Bernoulli je bil matematik, ki je bil bistven za odkritje števila e. V 17. stoletju se je ubadal predvsem z matematičnim problemom obrestnih obresti. S proučevanjem obrestnih obresti je ugotovil, da limita leži med številoma 2 in 3. To lahko štejemo za prvi približek in definicijo števila e. S tem je bil prvi, ki je definiral neko število z limito.
Za samo označbo števila e je odgovoren Leonhard Euler. Velja za enega najpomembnejših matematikov 18. stoletja. Njegova odkritja sežejo na različna področja matematike, npr. teorija števil in teorija grafov. Uvedel je veliko sodobnih matematičnih pojmov in oznak; v matematični analizi, npr. pojem funkcije. Euler je raziskoval značilnosti števila e in pravzaprav dal številu e trenutno označbo. Euler je dokazal, da je e limita (1+1/n)n, ko gre n proti neskončnosti. Prav tako je določil 23 decimalnih mest števila e. Avtor Maor je mnenja, da je oznaka e pravzaprav okrajšava za besedo eksponentno. Hkrati pa so bile črke od a do d že uporabljene kot matematični simboli, tako je prišlo do označbe z naslednjo prosto črko, e.

## Zanimivosti
- Google, Inc. je za leto 2004, namesto običajnih okroglih številk, napovedal rast dohodka za 2.718.281.828 USD, kar je ravno e milijard dolarjev zaokroženo na najbližje celo število.
- Oznake različic programa Metafont za generiranje pisav za stavni sistem TeX konvergirajo proti e in so trenutno (2004) pri 2.71828. Ko bo Donald Knuth umrl, bo zadnja trenutna različica preimenovana v različico e, vsi hrošči pa bodo razglašeni za dokončne značilnosti.
- Tukaj je način kako si lahko namesto približka 2,7 enostavno zapomnite 18 mest števila e. Zapišimo število takole: 2.7 1828 1828 45 90 45 23. In sedaj mnemotehnika: 2,7 ste gotovo že poznali; dvakrat se pojavi 1828, ki je rojstna letnica naslednjih znanih ljudi: Jules Verne, Henrik Ibsen, Jean Henri Dunant in Lev Nikolajevič Tolstoj. 45 se pojavi dvakrat, vsota je 90, za povrh pa si zapomnimo še 23.